# (3778) Regge
(3778) Regge est un astéroïde de la ceinture principale.

## Description
(3778) Regge est un astéroïde de la ceinture principale. Il fut découvert le 26 avril 1984 à La Silla par Walter Ferreri. Il présente une orbite caractérisée par un demi-grand axe de 2,87 UA, une excentricité de 0,04 et une inclinaison de 1,4° par rapport à l'écliptique.

## Compléments